# 1 000 mètres masculin de patinage de vitesse aux Jeux olympiques de 2022
Navigation
Pyeongchang 2018 Milan-Cortina 2026
Le 1 000 mètres masculin de patinage de vitesse aux Jeux olympiques d'hiver de 2022 a lieu le 18 février 2022 à l'Anneau national de patinage de vitesse de Pékin.

## Programme
Tous les horaires correspondent à l'UTC+8.
| Date                     | Horaire         |
| ------------------------ | --------------- |
| Vendredi 18 février 2022 | Début à 16 h 30 |

## Records
Avant cette compétition, les records dans cette discipline étaient les suivants :
| Record du monde    | 1 min 5 s 69  | Pavel Koulijnikov | Russie   | 15 février 2020 | Salt Lake City |
| Record olympique   | 1 min 7 s 18  | Gerard van Velde  | Pays-Bas | 16 février 2020 | Salt Lake City |
| Record de la piste | 1 min 11 s 40 | Xu Fu             | Chine    | 8 avril 2021    | Pékin          |

## Résultats
| Rang                                | Série | Couloir   | Patineur                    | Nationalité     | Temps          | Retard    |
| ----------------------------------- | ----- | --------- | --------------------------- | --------------- | -------------- | --------- |
| Médaille d'or, Jeux olympiques      | 13    | Intérieur | Thomas Krol                 | Pays-Bas        | 1 min 7 s 92   | —         |
| Médaille d'argent, Jeux olympiques  | 15    | Intérieur | Laurent Dubreuil            | Canada          | 1 min 8 s 32   | + 0 s 40  |
| Médaille de bronze, Jeux olympiques | 13    | Extérieur | Håvard Holmefjord Lorentzen | Norvège         | 1 min 8 s 84   | + 0 s 56  |
| 4                                   | 4     | Intérieur | Piotr Michalski             | Pologne         | 1 min 8 s 56   | + 0 s 64  |
| 5                                   | 14    | Intérieur | Ning Zhongyan               | Chine           | 1 min 8 s 60   | + 0 s 68  |
| 6                                   | 12    | Intérieur | Ignat Golovatsiuk           | Biélorussie     | 1 min 8 s 64   | + 0 s 71  |
| 7                                   | 11    | Intérieur | Marten Liiv                 | Estonie         | 1 min 8 s 65   | + 0 s 73  |
| 8                                   | 12    | Extérieur | Viktor Mushtakov            | ROC             | 1 min 8 s 74   | + 0 s 82  |
| 9                                   | 10    | Extérieur | Cornelius Kersten           | Grande-Bretagne | 1 min 8 s 79   | + 0 s 87  |
| 10                                  | 14    | Extérieur | Hein Otterspeer             | Pays-Bas        | 1 min 8 s 80   | + 0 s 88  |
| 11                                  | 6     | Intérieur | Pavel Koulijnikov           | ROC             | 1 min 8 s 87   | + 0 s 95  |
| 12                                  | 11    | Extérieur | Connor Howe                 | Canada          | 1 min 8 s 97   | + 1 s 05  |
| 13                                  | 1     | Extérieur | Damian Żurek                | Pologne         | 1 min 9 s 08   | + 1 s 16  |
| 14                                  | 7     | Intérieur | Jordan Stolz                | États-Unis      | 1 min 9 s 12   | + 1 s 20  |
| 15                                  | 5     | Intérieur | David Bosa                  | Italie          | 1 min 9 s 35   | + 1 s 43  |
| 16                                  | 3     | Intérieur | Wataru Morishige            | Japon           | 1 min 9 s 47   | + 1 s 55  |
| 17                                  | 2     | Intérieur | Dmitriy Morozov             | Kazakhstan      | 1 min 9 s 61   | + 1 s 69  |
| 18                                  | 10    | Intérieur | Cha Min-kyu                 | Corée du Sud    | 1 min 9 s 69   | + 1 s 77  |
| 19                                  | 4     | Extérieur | Lian Ziwen                  | Chine           | 1 min 9 s 93   | + 2 s 01  |
| 20                                  | 9     | Intérieur | Ryota Kojima                | Japon           | 1 min 9 s 97   | + 2 s 05  |
| 21                                  | 1     | Intérieur | Tatsuya Shinhama            | Japon           | 1 min 10 s     | + 2 s 08  |
| 22                                  | 8     | Intérieur | Antoine Gélinas-Beaulieu    | Canada          | 1 min 10 s 075 | + 2 s 155 |
| 23                                  | 5     | Extérieur | Denis Kuzin                 | Kazakhstan      | 1 min 10 s 077 | + 2 s 157 |
| 24                                  | 7     | Extérieur | Kim Min-seok                | Corée du Sud    | 1 min 10 s 08  | + 2 s 16  |
| 25                                  | 3     | Extérieur | Bjørn Magnussen             | Norvège         | 1 min 10 s 14  | + 1 s 22  |
| 26                                  | 8     | Extérieur | Joel Dufter                 | Allemagne       | 1 min 10 s 16  | + 1 s 24  |
| 27                                  | 6     | Extérieur | Mathias Vosté               | Belgique        | 1 min 10 s 22  | + 2 s 30  |
| 28                                  | 9     | Extérieur | Allan Dahl Johansson        | Norvège         | 1 min 10 s 34  | + 2 s 42  |
| 29                                  | 2     | Extérieur | Austin Kleba                | États-Unis      | 1 min 10 s 67  | + 2 s 65  |
| 30                                  | 15    | Extérieur | Kai Verbij                  | Pays-Bas        | 1 min 14 s 17  | + 6 s 25  |